# Toftesø
Toftesø er en mindre sø, på ca. 95 ha, beliggende i Lille Vildmose i det nordøstlige Himmerland, ca. 28 km sydøst for Aalborg.
I 1973 blev søen sat under vand efter at have været tørlagt i godt 200 år.
Efter oversvømningen blev søen en af Nordjyllands bedste fuglesøer, som bliver frekventeret af trækfuglearter, blandt andet ænder og gæs.
Søen er hjemsted for en af landets største skarvkolonier samt en stor bestand af sangsvaner og i vinterhalvåret kan de sjældne tajgasædgæs observeres.

## Ekstern henvisning
- Toftesø (Webside ikke længere tilgængelig)

56°52′7″N 10°11′43″Ø / 56.86861°N 10.19528°Ø